# Organización de fabricación por contrato
Una organización de fabricación por contrato (CMO), a veces llamada organización de desarrollo y fabricación por contrato (CDMO), es una empresa que presta servicios a otras empresas de la industria farmacéutica en forma de contrato para proporcionar servicios integrales desde el desarrollo de medicamentos hasta la fabricación de medicamentos. Esto permite que las principales compañías farmacéuticas subcontraten esos aspectos del negocio, lo que puede ayudar con la escalabilidad o puede permitir que la compañía principal se centre en el descubrimiento de medicamentos y la comercialización de medicamentos. 
Los servicios ofrecidos por los CMOs incluyen, entre otros: preformulación, desarrollo de la formulación, estudios de estabilidad, desarrollo de métodos, materiales de ensayos clínicos pre-clínicos y de fase I, materiales de ensayos clínicos de etapa avanzada, estabilidad formal, ampliación de escala, registro de lotes y producción comercial. Los CMO son fabricantes contratados, pero también pueden ser más que eso debido al aspecto de desarrollo. 
Sus clientes no solo esperan precios competitivos, sino también cumplimiento normativo, flexibilidad en la capacidad de producción y entrega a tiempo. En general, se requiere que el CMO cumpla con las buenas prácticas de fabricación de sus clientes y organizaciones oficiales, como la Administración de Alimentos y Medicamentos.

## Evolución
El mercado farmacéutico utiliza servicios de subcontratación de proveedores en forma de organizaciones de investigación por contrato (CRO) y organizaciones de fabricación por contrato. En los últimos años, ha surgido el concepto de un proveedor integral de fuente única desde el desarrollo de medicamentos hasta la fabricación comercial. Este concepto ha sido implementado por proveedores conocidos hoy en día como organizaciones de desarrollo y fabricación de contratos (CDMO). 
Los CMO son una respuesta a la naturaleza internacional competitiva del mercado farmacéutico, así como a la creciente demanda de servicios subcontratados. Los proveedores de servicios mejor posicionados se centran en una tecnología específica o una forma de dosificación y promueven la continuidad y la eficiencia de extremo a extremo para sus clientes externos. Debido a que los fabricantes internacionales de menor costo capturan un porcentaje creciente del mercado de fabricación por contrato, la especialización puede ser una cobertura efectiva contra la pérdida de participación de mercado.
Antes de la crisis financiera de 2007-2008 , el 75% de los candidatos que subcontrataban servicios eran pequeñas y medianas empresas de biotecnología y farmacéuticas.  Tras la crisis financiera de 2008, la industria de la CMO comenzó a ser financiada por Private equity como resultado de un crecimiento sustancial y una gestión más calificada.  El concepto de CDMO de ventanilla única podría ser la dirección a la que se dirige la industria al ofrecer todo el espectro de servicios de desarrollo (por ejemplo, desarrollo, producción y análisis)
Las adquisiciones que se finalizaron en 2017 en la industria de CMO y CDMO llevaron a algunas de estas compañías a un nivel que les permite competir con compañías globales de bio/farmacéuticas. El valor de las fusiones y adquisiciones en 2017 probablemente superaría los $ 20 mil millones, a continuación se muestran algunos ejemplos de estas M&A:
- Grupo Lonza - Capsugel : su combinación de escala de fabricación es equivalente a una compañía bio / farmacéutica de $ 25 mil millones
- Thermo Fisher Scientific - Patheon: esa combinación le permite a Patheon mejorar su cartera con servicios de desarrollo clínico, fabricación y empaque para convertirlos en un proveedor integral
- El Grupo Carlyle - AMRI Global: esta adquisición ayudará a AMRI a tener un mayor conocimiento financiero y un enfoque operativo

Otro aspecto de esta adquisición proviene de la OCM que está adquiriendo el sitio de fabricación de empresas bio/farmacéuticas. Algunos ejemplos podrían ser de alguna adquisición de Avara Pharmaceutical: 
- Sitio de Novartis Sandoz en Boucherville - Canadá en 2018[9][10][11][12]
- Sitio de Glaxo Smith Kline en Carolina del Sur - EE. UU. En 2018[13][14][15][16]
- Sitio de AstraZeneca en Reims - Francia en 2017[17][18][19]
- Sitio de Pfizer en Liscate - Italia en 2017[20][21][22]

La industria es activa en el objetivo de ser proveedores de mayor escala en el entorno de la OCM, pero el número de adquisiciones atractivas es limitado

## Ventajas
Las empresas bio/farmacéuticas solían desarrollar y dedicar capacidades de fabricación dedicadas a medicamentos en desarrollo solo para verlos cancelados si el producto fallaba en la Fase III de la investigación clínica ; Trabajar con un CMO limita ese riesgo financiero.

## Desventajas de los CMOs
El cliente farmacéutico que utiliza los servicios de un CMO no tiene control directo del proyecto con respecto a la programación, el costo, la calidad o la responsabilidad.  La seguridad de los datos es un problema que se debe tener en cuenta al seleccionar un CMO, ya que la propiedad intelectual y otros datos se intercambian entre el cliente y el proveedor de servicios. 
Uno de los principales riesgos sigue siendo la falta de control del cumplimiento de la CMO para el cliente, por ejemplo, en el caso de la carta de advertencia de la FDA, la producción se detiene, lo que podría provocar un retraso importante. El auge de la industria de la CMO condujo a un aumento de inspectores de varias divisiones de la Administración de Alimentos y Medicamentos (por ejemplo, el Centro para la Evaluación e Investigación de Productos Biológicos o el Centro para la Evaluación e Investigación de Medicamentos).